# Batalla de Cojedes
La batalla de Cojedes fue un combate de la guerra de independencia de Venezuela ocurrido el 2 de mayo de 1818. Los realistas, comandados por Sebastián de la Calzada, derrotaron al ejército patriota de José Antonio Páez el cual se retiró a Apure tras esta derrota.